# Walkers
Walkers es una marca británica de patatas fritas y snacks, cuyos principales mercados son Reino Unido e Irlanda. Fue fundada en 1948 y es una subsidiaria de la multinacional Frito Lay.

## Historia
La empresa tiene orígenes en la década de 1880, cuando el empresario inglés Harry Walker se mudó a Leicester para abrir una carnicería en la calle principal de la ciudad. Con el inicio de la Segunda Guerra Mundial la actividad de la tienda quedó bajo mínimos por el racionamiento de la carne y otros alimentos, así que Walker tuvo que vender patatas fritas, muy populares entre la población, para mantener el negocio.
El cambio resultó exitoso y en 1948 Walker se dedicó a vender exclusivamente patatas fritas bajo la marca «Walkers Crisps». Su popularidad creció con el paso de los años, lanzando distintos modelos de sabores, y en 1971 fue comprada por la multinacional Standard Brands (Nabisco). A su vez, hizo campañas publicitarias con el futbolista Gary Lineker, natural de Leicester, que se convirtió en imagen de la empresa.
En julio de 1989 la compañía Frito Lay, filial de PepsiCo, se hizo con el control de Walkers. Años más tarde, el logitipo de Walkers fue modificada para parecerse al de Lays, la marca de Frito Lay a nivel mundial. Además de las patatas fritas, Walkers lanzó otras variedades de snacks como Quavers, Wotsits y Monster Munch.

## Sabores

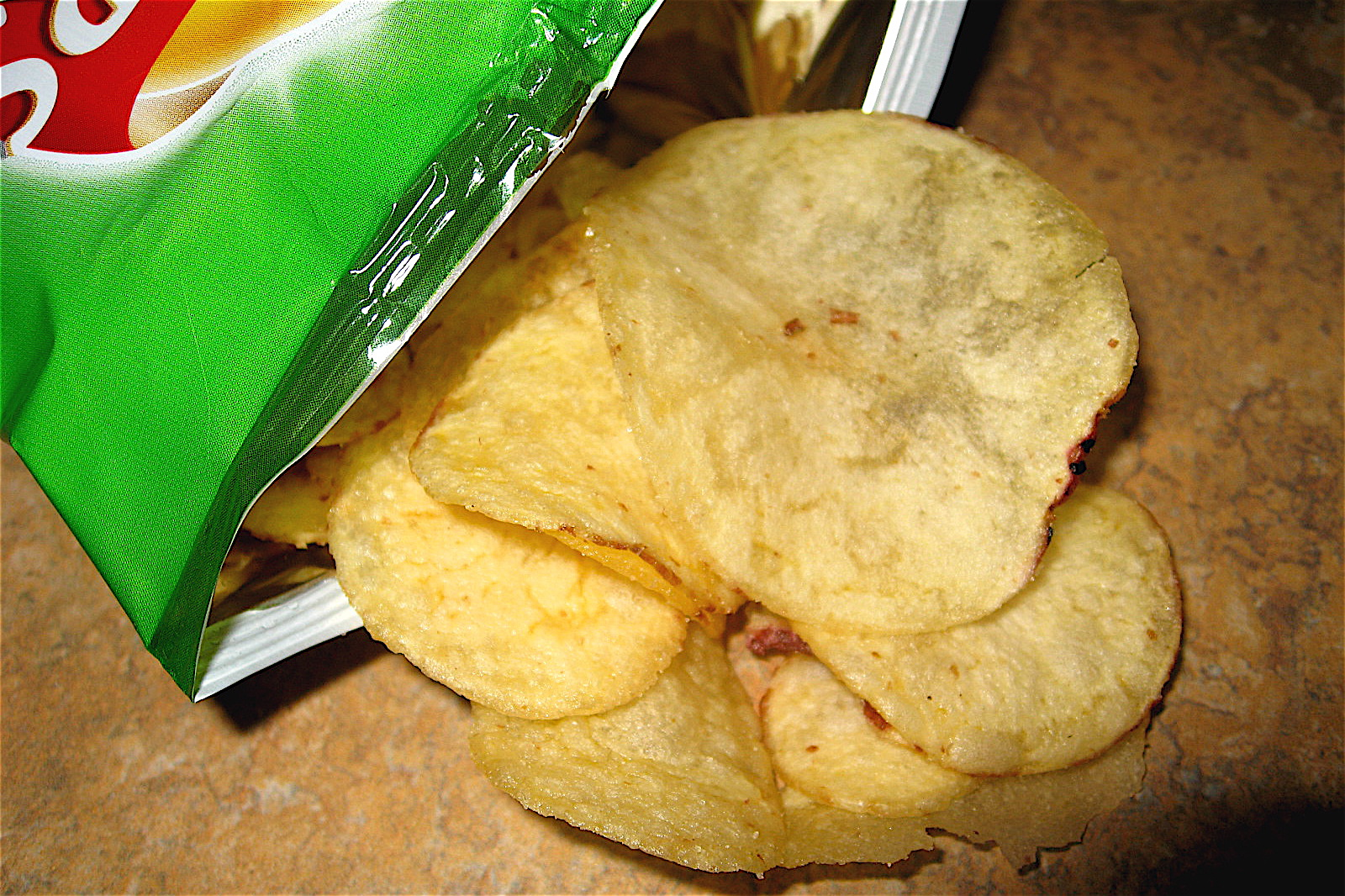
Unas patatas de Walkers.

A diferencia de otros países donde opera Frito Lay, Walkers se caracteriza por una mayor variedad de sabores. A las variedades más frecuentes a nivel mundial —al punto de sal, queso y cebolla, vinagreta, ternera — se suman sabores que solo funcionan en el Reino Unido como marmite, pollo, cóctel de gambas, crema agria y salsa Worcester entre otros.
En 2008, Walkers estrenó la campaña anual «Do Us A Flavour» en la que se retaba al público a presentar un sabor inédito para sus patatas. Los seis sabores finalistas se comercializan por tiempo limitado, de los cuales el preferido por los consumidores se queda de forma permanente. El primer ganador fue Builder's breakfast, un sabor que hace referencia al desayuno inglés de huevos fritos con bacon, salchichas y judías.